# Eugasmia occidentalis
Eugasmia occidentalis är en spindelart som beskrevs av Denis 1947. Eugasmia occidentalis ingår i släktet Eugasmia och familjen hoppspindlar. Inga underarter finns listade i Catalogue of Life.